# International Association for Safety and Survival Training
International Association for Safety and Survival Training (även IASST) är en internationell organisation som ägnar sig åt säkerhets- och överlevnadsutbildningar för sjöfarare. IASST är grundad 1980. IASST har över 150 medlemmar i över 50 länder.

## Medlemmar
Medlemmar är bland annat 
- Alandica Shipping Academy, ASA, Åland, Finland
- ASK Safety, Norge
- CEPS, Frankrike
- Maritiem Instituut Willem Barentsz, Nederländerna
- Maritime Safety & Survival Training LLC, USA
- Maritime Safety and Survival Training Centre, Island
- N2M Consulting Inc., Kanada
- Novikontas Maritime Collage, Lettland
- OPEANS NIGERIA Limited, Nigeria
- Regional Medical Office, Ryssland
- Sribima Marine Training Centre, Malaysia
- Survival Systems, Kanada

## Årlig konferens
Den årliga konferens har ordnats av bland annat
- 2021 Alandica Shipping Academy, Åland, Finland[4][5]
- 2019 ASK Safety, Ålesund, Norge[6]
- 2018 Maritime Institute Williem Barentsz, Nederländerna
- 2014 NOSEFO, Bergen, Norge